# Collectors' Items
Collectors' Items è un album di Miles Davis pubblicato nel 1956 dalla Prestige Records.

## Il disco
Collectors' Items raccoglie i brani registrati da Miles Davis in due sessioni in studio realizzate a tre anni di distanza l'una dall'altra. In entrambi i casi si trattava di materiale inedito mai apparso in precedenti long playing.
La prima parte del disco contiene tre composizioni registrate il 30 gennaio del 1953 nei WOR Studios di New York con partecipazione inusuale di Charlie Parker. Alla turbolenta seduta, descritta dallo stesso Davis nella sua autobiografia, parteciparono anche Sonny Rollins al sassofono tenore, Percy Heath al contrabbasso (presenza pressoché fissa nei dischi di Davis di quegli anni), Walter Bishop al pianoforte e Philly Joe Jones, amico del trombettista e suo futuro batterista nel celebre quintetto fondato un paio di anni dopo. Per l'occasione Bird suonò il sassofono tenore e non il contralto, lo strumento che lo aveva reso celebre. Furono incise Compulsion, The Serpent's Tooth (in due versioni), entrambe di Davis, e la prima delle molte versioni davisiane di 'Round About Midnight di Thelonious Monk, brano che in seguito divenne uno dei cavalli di battaglia del trombettista.
Charlie Parker fu accreditato nelle note di copertina del disco come "Charlie Chan", uno pseudonimo creato appositamente per aggirare gli obblighi contrattuali che legavano Parker alla sua label dell'epoca. Lo stesso nome fittizio era stato usato in precedenza dalla Debut di Charles Mingus quando furono pubblicate nel 1953 le registrazioni del famoso concerto alla Massey Hall di Toronto. Chan era il nome della convivente di Parker all'epoca e il nome era anche uno scherzoso riferimento all'omonimo personaggio protagonista di una fortunata serie di film polizieschi prodotti negli anni trenta e quaranta.
Nel secondo lato furono invece inclusi tre brani registrati nello studio di Rudy Van Gelder il 16 marzo del 1956, in una delle sedute di registrazione organizzate per onorare il contratto che legava Davis alla Prestige. Il trombettista aveva pochi mesi prima dato vita al suo celebre quintetto con John Coltrane, Red Garland, Paul Chambers e Philly Joe Jones e aveva già iniziato a incidere per la Columbia Records l'album 'Round About Midnight. Con il quintetto aveva anche inciso Miles: The New Miles Davis Quintet nel novembre del 1955. Altre sedute di incisione per la Prestige si alternarono nel corso del 1956 a quelle per la Columbia. Il risultato furono gli album della serie Cookin', Relaxin', Workin' e Steamin' with the Miles Davis Quintet. A marzo però, per precedenti impegni assunti, Davis incise con una formazione diversa che comprendeva il solo Chambers al contrabbasso tra i membri del suo abituale gruppo. Al pianoforte suonò Tommy Flanagan, alla batteria Art Taylor e al sassofono tenore Sonny Rollins, musicista che aveva brevemente fatto parte del quintetto prima di rendersi indisponibile e costringendo così Davis a sostituirlo con Coltrane. Rollins, che nel frattempo era entrato in un altro quintetto che avrebbe fatto la storia dell'hard bop, la formazione di Clifford Brown e Max Roach, era cresciuto moltissimo nei tre anni trascorsi dalla registrazione delle tracce presenti nel primo lato del disco ed era considerato uno dei migliori sassofonisti in circolazione. Pochi giorni dopo, il 22 marzo, avrebbe inciso per la Prestige Sonny Rollins Plus 4 con il gruppo i Brown e Roach, uno dei suoi dischi più importanti del periodo, e pochi mesi dopo Saxophone Colossus e Tenor Madness (quest'ultimo con Coltrane e la sezione ritmica del gruppo di Davis).
Per l'esiguità del materiale registrato nel marzo del 1956, la Prestige decise di realizzare l'album aggiungendo i brani inediti della sessione del 1953 intitolando enfaticamente "Pezzi da collezione" proseguendo nella pubblicazione di un gran numero di dischi contenenti materiale di Davis edito o inedito. Il disco fu più volte ristampato nel corso degli anni. Nel 1973 la Prestige pubblicò un doppio album con lo stesso titolo che conteneva l'originale in versione stereo e la riedizione di Blue Moods, l'album inciso nel 1955 per la Debut di Charles Mingus, insieme a due brani comparsi precedentemente nella compilation collettiva Conception.
Collectors' Item fu pubblicato in versione rimasterizzata su CD Audio nel 1987 per la linea Original Jazz Classics della Fantasy Records e nel 2009 ne fu realizzata una nuova versione nella serie di dischi rimasterizzati digitalmente da Rudy Van Gelder.

## Tracce
Lato A
1. Serpent's Tooth [Take 1] - (Miles Davis) - 6:57
2. Serpent's Tooth [Take 2] - (Miles Davis) - 6:16
3. ''Round Midnight - (Thelonious Monk, Cootie Williams, Bernie Hanigen) - 7:04
4. Compulsion - (Miles Davis) - 5:44

Lato B
1. No Line - (Miles Davis) - 5:36
2. Vierd Blues - (Miles Davis) - 6:49
3. In Your Own Sweet Way - (Dave Brubeck) - 4:33

## Musicisti

### Sessione del 30 gennaio 1953
- Miles Davis - Tromba
- Sonny Rollins - Sax tenore
- Charlie Parker - Sax tenore
- Walter Bishop - Pianoforte
- Percy Heath - Contrabbasso
- Philly Joe Jones - Batteria

### Sessione del 16 marzo 1956
- Miles Davis - Tromba
- Sonny Rollins - Sax tenore
- Tommy Flanagan - Pianoforte
- Paul Chambers - Contrabbasso
- Art Taylor - Batteria

## Edizioni
- 1956 – LP, Prestige Records LP 7044
- 1973 – Collector's Item, LP (doppio), Prestige Records PR 24022, compilation che contiene l'album in versione stereo e la riedizione di Blue Moods oltre a due brani provenienti da Conception
- 1987 – LP, Original Jazz Classicis Fantasy Records OJCCD-071-2
- 2009 – CD, Original Jazz Classics Concord Music Group PRS-31222-02, edizione rimasterizzata digitalmente